# لجنة البرلمان الأوروبي للتجارة الدولية
لجنة التجارة الدولية (بالإنجليزية: Committee on International Trade)‏ المعروفة اختصاراً بـ INTA هي لجنة تابعة للبرلمان الأوروبي مسؤولة عن الأمور المتعلقة بإنشاء وتنفيذ ومراقبة السياسة التجارية المشتركة للاتحاد الأوروبي ‏ وعلاقاته الاقتصادية الخارجية، بما في ذلك تشريعات التجارة والاستثمار والاتفاقيات الثنائية والمتعددة الأطراف والعلاقات مع منظمة التجارة العالمية. وبموجب معاهدة لشبونة، أصبح البرلمان مشرعًا مشاركًا في السياسة التجارية المشتركة للاتحاد الأوروبي وله القول الفصل في دخول جميع الاتفاقيات التجارية حيز التنفيذ. كما تم توسيع اختصاصات الاتحاد لتشمل الاستثمار الأجنبي.
تشمل الإنجازات التشريعية الرئيسية التي وجهتها اللجنة خلال الدورة البرلمانية السابعة (2009-2014) اللوائح المتعلقة بالمسؤولية المالية والمساعدة المالية الكلية لدول خارج الاتحاد الأوروبي، والإنفاذ والاستخدام المزدوج ومراجعة نظام الأفضليات المعمم وتنظيم الوصول إلى الأسواق. لن يتم اعتماد التشريعات المتعلقة بالمشتريات العامة وتحديث أداة الدفاع التجاري ‏ إلا في حالة التوصل إلى اتفاق ضمن المجلس.

## قائمة رؤساء اللجنة
| الرئيس        | الرئيس        | بداية المدة   | نهاية المدة   | الكتلة السياسية | الكتلة السياسية | الدولة   |
| ------------- | ------------- | ------------- | ------------- | --------------- | --------------- | -------- |
|               | فيتال موريرا ‏ | 16 يوليو 2009 | 18 يناير 2012 |                 | S&D             | البرتغال |
| 25 يناير 2012 | فيتال موريرا ‏ | 30 يونيو 2014 |               |                 | S&D             | البرتغال |
|               | بيرند لانج    | 7 يوليو 2014  | 18 يناير 2017 |                 | S&D             | ألمانيا  |
| 23 يناير 2017 | بيرند لانج    | شاغل المنصب   |               |                 | S&D             | ألمانيا  |